# Lokalny System Wymiany i Handlu
Lokalny System Wymiany i Handlu (ang. Local Exchange and Trade System – LETS) – jest to lokalny, niedochodowy system wymiany handlowej, w którym towary i usługi są wymieniane bez potrzeby emitowania i użycia pieniędzy.
Podstawą systemu LETS jest lista bądź baza danych, przechowująca informacje o oferowanych przez społeczność dobrach i usługach oraz stanach kont. Środkiem wymiany jest punkt, który ma ustaloną wartość (np. jednostkę czasu albo energii). W czasie dokonywania transakcji osoba zbywająca dobro lub usługę otrzymuje dodatnie punkty, zaś druga strona transakcji dostaje ujemne punkty. Dzięki temu bilans całego systemu wychodzi na zero. Często ustalana jest maksymalna i minimalna liczba punktów, jakie można mieć na swoim koncie.
Po raz pierwszy tego pojęcia użył Michael Linton w 1982 roku kiedy w razem ze swą żoną odwiedzili jeden z takich systemów w dolinie Comox w Courtenay (Brytyjska Kolumbia) w Kanadzie.

## Przykładowe działanie systemu
Jedna osoba pilnuje dziecka innej osoby zarabiając w ten sposób punkty kredytowe, które może później wydać na zakup mebli albo inne usługi oferowane przez innych członków społeczności. Zaś osoba, której dziecko było pilnowane, otrzymuje ujemne punkty i może zyskać punkty przez późniejsze wykonanie pracy na rzecz innej osoby. Kiedy praca jest wykonana, osoby zainteresowane idą do centrum dostępnego dla wszystkich członków społeczności i informują o kwocie transferu lub korzystają ze strony internetowej i dokonują przelewu. Dzięki temu każdy z członków społeczności jest traktowany równo.

## Korzyści
Zdaniem zwolenników systemu LETS, przynosi on ludziom z niego korzystającym następujące korzyści:
- uniezależnienie lokalnej gospodarki od wahań koniunktury w gospodarce krajowej i światowej
- możliwość łatwego i nieograniczonego wejścia na rynek
- brak odsetek
- odporność na inflację
- budowa kontaktów międzyludzkich w lokalnych społecznościach
- zmniejszanie lub eliminacja bezrobocia i biedy